# Courteney Cox
Courteney Bass Cox (sinh ngày 15 thang 6 năm 1964) là một diễn viên, nhà sản xuất và đạo diễn người Mỹ. Cô nổi tiếng nhất với vai Monica Geller trong bộ phim hài tình huống Friends của đài NBC, Gale Weathers trong seri phim kinh dị Scream, và vai Jules Cobb trong sitcom Cougar Town đài ABC/TBS, vai diễn mang lại đề cử giải thưởng Quả cầu vàng đầu tiên trong sử nghiệp cho cô. Cox còn tham gia diễn xuất trên kênh FX trong seri Dirt. Cô sở hữu công ty sản xuất riêng, có tên Coquette Productions, hãng được sáng lập bởi cô và người chồng cũ David Arquette. Cox còn đóng vai trò đạo diễn trong phim Cougar Town và phim truyền hình Talhotblond.

## Tuổi trẻ
Courteney Cox lớn lên tại Mountain Brook, Alabama, ngoại ô Birmingham, con gái của một nhà thương nhân tên Richard Lewis Cox (sinh ngày 28 tháng 1, năm 1931 – mất ngày 3 tháng 9, năm 2001) và vợ ông - Courteney (née Bass, later Copeland). Cô có hai người chị gái, Virginia and Dottie, and và một anh trai, Richard, Jr. Cha mẹ cô ly hôn năm 1974 và mẹ cô sau đó kết hôn với một doanh nhân tên Hunter Copeland (chú đồng thời là quản lý và nhà tài trợ của Ian Copeland). Sau khi tốt nghiệp trường trung học Mountain Brook High School, Cox theo học đại học Mount Vernon College tại Washington, D.C., nhưng không hoàn thành khóa học mà lựa chọn theo đuổi sự nghiệp người mẫu và diễn xuất.
Cox mang trong mình dòng máu Anh, Scottland, xứ Welsh, Ai-len và Đức.

## Sự nghiệp

### Đầu sự nghiệp
Cox xuất hiện trong video ca nhạc "Dancing in the Dark" năm 1984 của Bruce Springsteen trong vai một khán giả nữ được đẩy lên sân khấu để nhảy cùng với Springsteen. Sự nghiệp diễn xuất trên truyền hình của cô khởi đầu bởi một số vai diễn như trong một seri tồn tại trong thời gian ngắn Misfits of Science (1985), hay vai diễn đình kì trong seri phim Family Ties trong thời gian từ 1987-1989 với vai Lauren Miller, bạn gái của Alex P. Keaton (Michael J. Fox). Her early film roles include Masters of the Universe (1987) và Cocoon: The Return (1988). Cô còn đóng vai phụ, trợ lý đắc lực cho nhân vật của James Belushi, năm 1990 cô đóng bộ phim viễn tưởng - Mr. Destiny. Năm 1994, ngay trước khi đóng bộ phim hài tình huống, Friends, Cox cùng với Jim Carrey tham gia bộ phim Ace Ventura: Pet Detective và trong phim Seinfeld tập "The Wife" vai bạn gái của Jerry tên là Meryl. Năm 1995, cô tham gia clip "Good Intentions" của Toad the Wet Sprocket. Bài hát cũng đồng thời đước sử dụng làm nhạc phim của Friends.

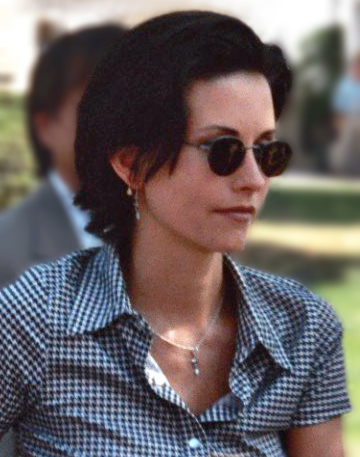
Cox vào tháng 9 năm 1995

### Friends
Năm 1994, Cox được mời tham gia thử vai Rachel Green trong bộ phim hài mới, Friends; thay vào đó cô lại đóng vai Monica Geller. Cùng với các bạn diễn Jennifer Aniston (Rachel Green), Lisa Kudrow (Phoebe Buffay), Matt LeBlanc (Joey Tribbiani), Matthew Perry (Chandler Bing) and David Schwimmer (Ross Geller) Cox tham gia diễn xuất cho vai diễn trở thành vai diễn tiêu biểu nhất của mình, trong bộ phim kéo dài 10 mùa cho đến năm 2004. Theo sách kỉ lục thế giới Guinness Book (2005), Cox (cùng với các bạn diễn nữ) trở thành nữ diễn viễn truyền hình được trả thù lao cao nhất mọi thời đại với 1 triệu đô cho mỗi tập phim trong 2 phần cuối của Friends.
Giữa mùa thứ 5 và 6, Cox kết hôn với David Arquette, và đổi tên thành Courteney Cox Arquette. Trong phần giới thiệu nhân vật cho tập phim "The One After Vegas", đoàn làm phim đã tạo một trò đùa khi ghi thêm "Arquette" sau tên của tất cả diễn viễn và đạo diễn. Lời đề tặng "Dành tặng đôi vợ chồng mới cưới Courteney and David, – áp chỉ việc Monica and Chandler quyết định không cưới lặp đi lặp lại trong tập phim.

### Sự nghiệp điện ảnh
Trong thời gian cô tham gia Friends, Cox còn xuất hiện trong bộ phim nổi tiếng của Hollywood Scream (1996), Scream 2 (1997), và Scream 3 (2000), trong vai phóng viên Gale Weathers. Cô gặp người chồng sau này của cô trong khi quay phần đầu của bộ phim, David Arquette, người đóng vai người yêu màn ảnh với cô Dwight "Dewey" Riley. Cả Cox và Arquette tại hợp với nhau trong phần Scream 4 năm 2011. Bộ phim được công chiếu ở rạp từ ngày 15 tháng 4 năm 2011.
Một số phim khác của cô là The Runner, 3000 Miles to Graceland và The Shrink Is In. Cuối năm 2003, Cox và Arquette sản xuất một mùa cho seri chương trình thực tế Mix It Up. Chương trình được phát sóng trên truyền hình cáp We nhưng gặp khó khăn do lượng người xem thấp và quyết định không sản xuất mùa thứ hai.

### Sự nghiệp sau này

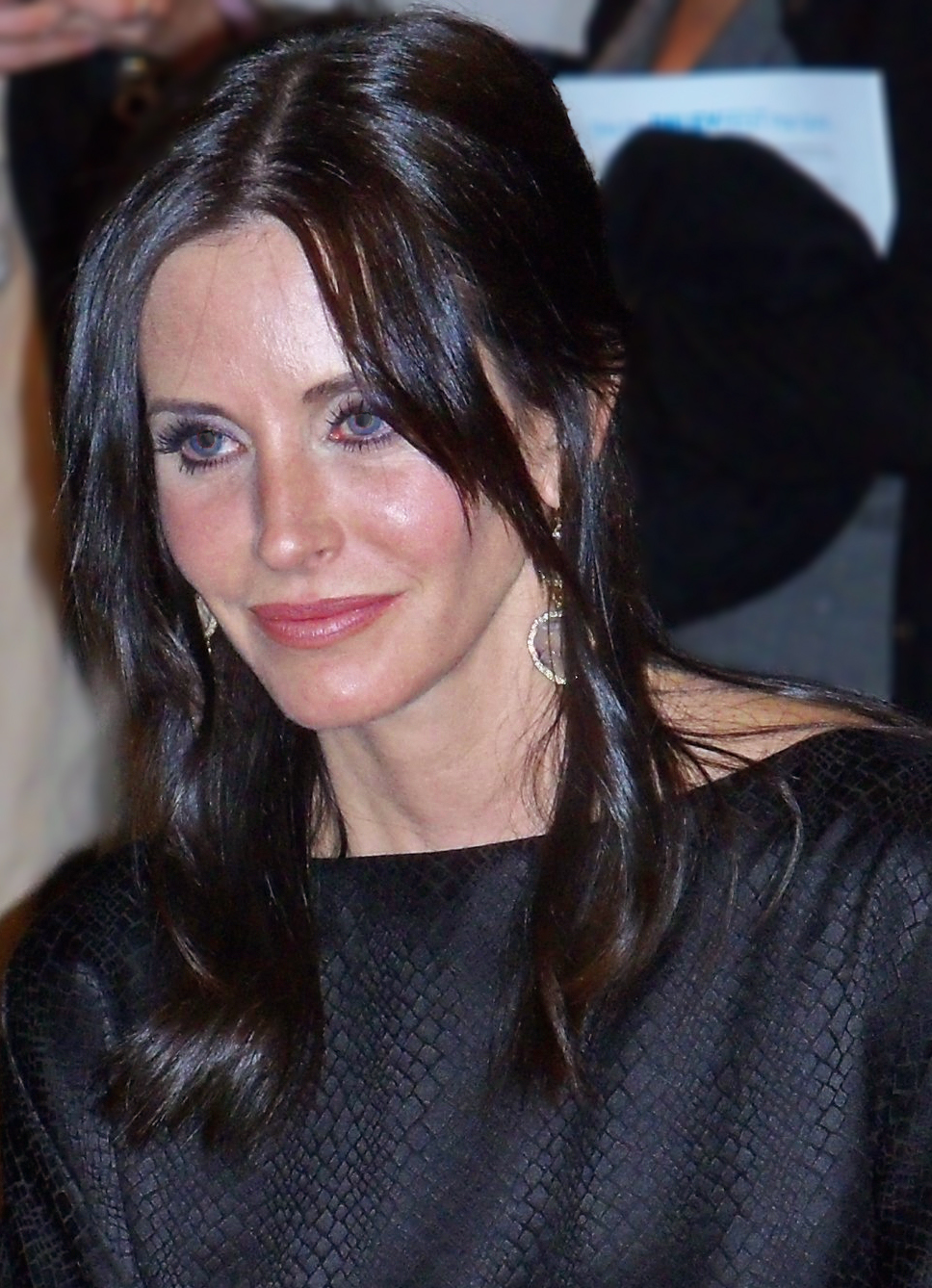
Cox vào tháng 3 năm 2010

Sau vai diễn trong Friends, Cox là sự lựa chọn đầu tiên nhà sản xuất Marc Cherry cho vai diễn Susan Mayer trong Những bà nội trợ kiểu Mỹ. Tuy nhiên, Cox khi đó đang mang thai nên không thể đảm nhận vai diễn, sau đó vai diễn thuộc về Teri Hatcher. Một vài năm sau, Cox ký hợp đồng với ABC Studios (trước đó có tên Touchstone Television) cho vai nữ chính. Sau Friends, Cox diễn xuất cho bộ phim độc lập November (2005) chỉ đước chiếu giới hạn ở rạp, đồng diẽn cùng Tim Allen bộ phim bị phê bình nặng nề Zoom; và khách mới cho bộ phim có kinh phí lớn, là phiên bản làm lại của The Longest Yard với vai bạn gái của Adam Sandler. Cô còn tham gia lồng tiếng cho bộ phim hoạt hình Barnyard. Có tin đồn phim Friends sẽ tái hợp do sự thành công của phiên bản điện ảnh của Sex and the City: The Movie, nhưng bị bác bỏ bởi Warner Bros. và các diễn viên.
Năm 2007, Cox đóng vai Lucy Spiller, một biên tập viên của một tờ báo nhỏ hay nhạo báng, trong Dirt, một phim truyền hình của kênh FX. Cox và chồng cô David Arquette là nhà điều hành sản xuất cho seri  Theo Cox, seri bị hiểu bỏ vào năm 2008 sau 2 mùa. Tháng 7 năm 2008, tờ Entertainment Weekly thông báo Cox ký hợp đồng diễn xuất cho 3 tập seri truyền hình Scrubs.
Năm 2009, Cox bắt đầu vai diễn trong seri hài Cougar Town của đài ABC called', cô đóng vai một người mẹ đơn thân 40 tuổi đang săn lùng những trải nghiệm mới. Phần thứ ba của chương trình lên lịch chiếu vào tháng 11 năm 2011 nhưng bị rời sang ngày 14 tháng 2, năm 2012. Trong phần thứ 3 này, Cox đạo diễn 2 trong số 15 tập. Mùa thứ 4 dự định phát vào tháng 1 năm 2013.
Tháng 6 năm 2012, Cox làm khách mời trong bộ phim truyền hình Talhotblond của đài Lifetime phát lần đầu vào ngày 23 tháng 6 năm 2012. Bộ phim mô tả một người đàn ông bắt đầu ngoại tình qua mạng và có một cuộc sống bí mật trong khi vợ con anh không hay biết.

## Đời sống cá nhân
Cox có nhiều mối quan hệ với nhiều người trong đấy có một người họ hàng, nhà tài trợ nhạc rock Ian Copeland.
Cox hẹn hò với diễn viên Micheal Keaton trong 6 năm từ 1989 đến 1995. Cox kết hôn với diễn viên David Arquette vào ngày 12 tháng 6 năm 1999. Sau khi con gái của họ, Coco, ra đời vào tháng 6 năm 2004, Cox phải trải qua chứng trầm cảm sau sinh. Jennifer Aniston là mẹ đỡ đầu của Coco. Vào ngày 11 tháng 10 năm 2010, Cox và Arquette thông báo Ly thân, nhưng họ vẫn duy trì mối quan hệ bạn bè và quan hệ hợp tác công việc. Tháng 6 năm 2012, Arquette điền vào đơn ly hôn sau gần 2 năm ly thân với Cox.

## Phim ảnh
| Năm  | Phim                                       | Vai                   | Chú thích          |
| ---- | ------------------------------------------ | --------------------- | ------------------ |
| 1987 | Down Twisted                               | Tarah                 |                    |
| 1987 | Masters of the Universe                    | Julia "Julie" Winston |                    |
| 1988 | Cocoon: The Return                         | Sara                  |                    |
| 1990 | Mr. Destiny                                | Jewel Jagger          |                    |
| 1991 | Blue Desert                                | Lisa Roberts          |                    |
| 1992 | Shaking the Tree                           | Kathleen              |                    |
| 1992 | The Opposite Sex and How to Live with Them | C "Carrie" Davenport  |                    |
| 1994 | Sketch Artist II: Hands That See           | Emmy O'Connor         |                    |
| 1994 | Ace Ventura: Pet Detective                 | Melissa Robinson      |                    |
| 1996 | Scream                                     | Gale Weathers         |                    |
| 1997 | Commandments                               | Rachel Luce           |                    |
| 1997 | Scream 2                                   | Gale Weathers         |                    |
| 1999 | The Runner                                 | Karina                |                    |
| 1999 | Alien Love Triangle                        | Alice Connor          | Short film         |
| 2000 | Scream 3                                   | Gale Weathers         |                    |
| 2001 | 3000 Miles to Graceland                    | Cybil Waingrow        |                    |
| 2001 | The Shrink Is In                           | Samantha Crumb        |                    |
| 2001 | Get Well Soon                              | Lily "Lillian"        |                    |
| 2004 | November                                   | Sophie Jacobs         |                    |
| 2005 | The Longest Yard                           | Lena                  | Uncredited role    |
| 2006 | Barnyard: The Original Party Animals       | Daisy the Cow         | Lồng tiếng         |
| 2006 | Zoom                                       | Marsha Holloway       |                    |
| 2006 | The Tripper                                | Cynthia               | Also film producer |
| 2008 | The Monday Before Thanksgiving             | Cece                  | Phim ngắn          |
| 2008 | Bedtime Stories                            | Wendy                 |                    |
| 2011 | Scream 4                                   | Gale Weathers Riley   |                    |

| Năm       | Tựa đề                                          | Vai                                 | Chú thích                                    |
| --------- | ----------------------------------------------- | ----------------------------------- | -------------------------------------------- |
| 1984      | As the World Turns                              | Bunny                               |                                              |
| 1985      | Code Name: Foxfire                              | Flight Attendant                    | Uncredited role NBC TV movie                 |
| 1985–1986 | Misfits of Science                              | Gloria Dinallo                      | 16 tập                                       |
| 1986      | The Love Boat                                   |                                     | tập: Dare Devil/Picture Me Vai a Spy/Sleeper |
| 1986      | Sylvan in Paradise                              | Lucy Apple                          | NBC TV pilot                                 |
| 1986      | Murder, She Wrote                               | Carol Bannister                     | Tập: Death Stalks the Big Top                |
| 1987      | If It's Tuesday, It Still Must Be Belgium       | Hana Wyshocki                       | NBC TV movie                                 |
| 1987–1989 | Family Ties                                     | Lauren Miller                       | 21 tập                                       |
| 1988      | I'll Be Home for Christmas                      | Nora Bundy                          | NBC TV movie                                 |
| 1989      | Roxanne: The Prize Pulitzer                     | Jacquie Kimberly                    | TV movie                                     |
| 1989      | Judith Krantz's Till We Meet Again              | Marie-Frederique "Freddy" de Lancel | CBS miniseries                               |
| 1990      | Curiosity Kills                                 | Gwen                                | NBC TV movie                                 |
| 1991      | Morton & Hayes                                  | Princess Lucy "Lucille"             | Tập: Oafs Overboard                          |
| 1992      | Battling for Baby                               | Katherine                           | CBS TV movie                                 |
| 1992      | Dream On                                        | Alisha                              | Episode: Come and Knock on Our Door          |
| 1993      | The Trouble with Larry                          | Gabriella Easden                    |                                              |
| 1994      | Seinfeld                                        | Meryl                               | Tập: The Wife                                |
| 1994–2004 | Friends                                         | Monica Geller Bing                  | 236 Tập                                      |
| 1995      | Sketch Artist II: Hands that See                | Emmy                                | Showtime TV movie                            |
| 1995      | Saturday Night Live                             | Host                                | Tập: "Courteney Cox/Dave Matthews Band"      |
| 1999      | Happily Ever After: Fairy Tales for Every Child | Emerald Salt Pork                   | Lồng tiếng Tập: The Three Little Pigs        |
| 2007–2008 | Dirt                                            | Lucille "Lucy" Spiller              | 20 Tập                                       |
| 2009      | Scrubs                                          | Taylor Maddox                       | 3 Tập                                        |
| 2009      | Web Therapy                                     | Serena Duvall                       | 3 Tập                                        |
| 2009–nay  | Cougar Town                                     | Jules Cobb                          | Vai chính                                    |
| 2011      | Private Practice                                | Bệnh nhân                           | Tập: "Step One"                              |
| 2012      | Talhotblond                                     | Amanda                              | Also credited as director and producer       |

## Giải thưởng và đề cử
| Năm  | Giải thưởng                                 | Hạng mục                                                                  | Tác phẩm         | Kết quả   |
| ---- | ------------------------------------------- | ------------------------------------------------------------------------- | ---------------- | --------- |
| 1995 | Golden Apple Award                          | Female Discovery of the Year                                              |                  | Đoạt giải |
| 1995 | People's Choice Award                       | Favorite Female Performer in a New TV Series                              | Friends          | Đề cử     |
| 1996 | Screen Actors Guild Awards                  | Outstanding Performance by an Ensemble in a Comedy Series                 | Friends          | Đoạt giải |
| 1997 | Nickelodeon Kids' Choice Awards             | Favorite Television Actress                                               | Friends          | Đề cử     |
| 1998 | Blockbuster Entertainment Award             | Favorite Actress – Horror                                                 | Scream 2         | Đề cử     |
| 1998 | Saturn Award                                | Best Supporting Actress in a Motion Picture                               | Scream 2         | Đề cử     |
| 1999 | American Comedy Award                       | Funniest Supporting Female Performer in a TV Series                       | Friends          | Đề cử     |
| 1999 | Screen Actors Guild Awards                  | Outstanding Performance by an Ensemble in a Comedy Series                 | Friends          | Đề cử     |
| 2000 | Nickelodeon Kids' Choice Awards             | Favorite Television Friends                                               | Friends          | Đề cử     |
| 2000 | Screen Actors Guild Award                   | Outstanding Performance by an Ensemble in a Comedy Series                 | Friends          | Đề cử     |
| 2000 | Teen Choice Award                           | Film – Choice Chemistry                                                   | Scream 3         | Đoạt giải |
| 2000 | TV Guide Awards                             | Editor's Choice                                                           | Friends          | Đoạt giải |
| 2001 | Screen Actors Guild Award                   | Outstanding Performance by an Ensemble in a Comedy Series                 | Friends          | Đề cử     |
| 2001 | Blockbuster Entertainment Award             | Favorite Actress – Horror                                                 | Scream 3         | Đề cử     |
| 2002 | Teen Choice Awards                          | Choice TV Actress, Comedy                                                 | Friends          | Đề cử     |
| 2002 | Screen Actors Guild Award                   | Outstanding Performance by an Ensemble in a Comedy Series                 | Friends          | Đề cử     |
| 2003 | Teen Choice Awards                          | Choice TV Actress, Comedy                                                 | Friends          | Đề cử     |
| 2003 | Screen Actors Guild Award                   | Outstanding Performance by an Ensemble in a Comedy Series                 | Friends          | Đề cử     |
| 2004 | Screen Actors Guild Award                   | Outstanding Performance by an Ensemble in a Comedy Series                 | Friends          | Đề cử     |
| 2005 | Teen Choice Awards                          | Choice Movie Hissy Fit                                                    | The Longest Yard | Đề cử     |
| 2006 | TV Land Award                               | Most Wonderful Wedding - with Matthew Perry                               | Friends          | Đề cử     |
| 2007 | TV Land Award                               | Break Up That Was So Bad It Was Good                                      | Family Ties      | Đề cử     |
| 2009 | Golden Globe Awards                         | Best Performance by an Actress in a Television Series - Comedy or Musical | Cougar Town      | Đề cử     |
| 2009 | People's Choice Awards                      | Favorite New Comedy Series                                                | Cougar Town      | Đề cử     |
| 2010 | Streamy Award                               | Best Guest Star In A Web Series                                           | Web Therapy      | Đề cử     |
| 2010 | People's Choice Awards                      | Favourite TV Comedy Actress                                               | Cougar Town      | Đề cử     |
| 2010 | Glamour Magazine's Women of the Year Awards | US TV Actress                                                             | Cougar Town      | Đoạt giải |
| 2010 | TV Guide Awards                             | Courteney Cox To Be Honored By Women In Film Foundation                   |                  | Đề cử     |
| 2010 | Golden Derby TV Awards                      | Outstanding Lead Actress in a Comedy Series                               | Cougar Town      | Đoạt giải |
| 2010 | People's Choice Awards                      | Favourite TV Comedy Actress                                               | Cougar Town      | Đề cử     |
| 2010 | Women's Image Network Award                 | Actress Comedy Series                                                     | Cougar Town      | Đề cử     |
| 2010 | Women in Film Crystal + Lucy Awards         | Lucy Award                                                                |                  | Recipient |
| 2011 | People's Choice Awards                      | Favorite Television Comedy Actress                                        | Cougar Town      | Đề cử     |